# Latisha Kohrs
Latisha Kohrs (* 2000 in Hamburg) ist eine deutsche Schauspielerin.

## Leben
Latisha Kohrs wurde in Hamburg geboren und ist in einer kleinen Künstlerfamilie aufgewachsen, ihre Mutter ist Schauspielerin. Als Kind hatte sie erste Auftritte in der Sesamstraße und fing an, in Theatergruppen zu spielen. 2007 bis 2009 absolvierte sie bei Joop van den Ende ein Training zu Der König der Löwen. Nach dem Umzug nach Berlin besuchte sie eine Musicalschule, wo sie unter anderem in Chicago, A Chorus Line und Grease mitwirkte.
2019 spielte sie in der ZDF-Produktion Mein Freund, das Ekel an der Seite von Dieter Hallervorden und Alwara Höfels, wo sie die Filmtochter von Höfels spielte. Aufgrund des Erfolgs des Films wurde wenig später die Miniserie Mein Freund, das Ekel produziert, in der sie wieder in der gleichen Rolle zu sehen war.
2021 war Kohrs in dem Musikvideo Sommer von Capital Bra & Lea zu sehen.

## Filmografie
- 2005–2006: Sesamstraße (Fernsehserie)
- 2019: Mein Freund, das Ekel (Fernsehfilm)
- 2020: Maria (Kurzspielfilm)
- 2021: Mein Freund, das Ekel (Fernsehserie)